# Gymnopus peronatus
Gymnopus peronatus (James Bolton, 1788 ex Samuel Frederick Gray, 1821), sin. Collybia peronata (James Bolton, 1788 ex Paul Kummer, 1871), Marasmius peronatus (James Bolton, 1788 ex Elias Magnus Fries, 1836),Marasmius urens (Pierre Bulliard, 1791 ex Elias Magnus Fries, 1836), din încrengătura Basidiomycota, în familia Omphalotaceae și de genul Gymnopus, denumit în popor ardeiaș(i), este o specie de ciuperci necomestibile saprofită cu o descompunere secvențială, foarte comună, care crește în România, Basarabia și Bucovina de Nord în număr mare, adesea în cercuri de vrăjitoare cu multe exemplare, pe lemn și frunziș aflați în putrefacție, în păduri mixte și de foioase preferat pe lângă fagi, iar în cele de conifere pe așternut de ace și pe mușchi, de  asemenea sub ferigi sau prin parcuri. Se dezvoltă de la câmpie la munte din iunie până în noiembrie și în condiții climatice favorabile, unele exemplare persistă chiar până în decembrie.
Epitetul se trage din cuvântul latin (latină peronatus=încălțat cu cizme), probabil datorită aspectului inferior al piciorului.

## Taxonomie
Numele binomial Agaricus peronatus a fost determinat de micologul englez James Bolton în volumul 2 al operei sale  An History of Fungusses growing about Halifax publicată în 1789 și transferat la genul actual valabil Gymnopus sub păstrarea epitetului, de către compatriotul său Samuel Frederick Gray, de verificat în volumul 1 al marii sale lucrări A natural arrangement of British plants din 1821, fiind numele curent valabil până în prezent (2019).
Dar după acea, statutul special al marelui savant suedez Elias Magnus Fries, a cauzat nepotriviri, fiindcă a văzut specia apartenentă genului Marasmius, redenumind-o de două ori în cartea sa Anteckningar öfver de i Sverige växande ätliga Svampar, pe de o parte în sensul lui Bolton (Marasmius peronatus), pe de alta în cel lui Bulliard (Marasmius urens).
Numai puține decenii mai târziu, în 1871, renumitul micolog german Paul Kummer a procedat asemănător, doar cu diferența, că a transferat specia sub cele două epitete la genul Collybia în opera sa Der Führer in die Pilzkunde.
Cu excepția taxonului Collybia urens, toate denumirile au fost acceptate alterând drept nume curent și se mai găsesc în cărți micologice. Celelalte nu au fost folosite niciodată și pot fi neglijate.

## Descriere

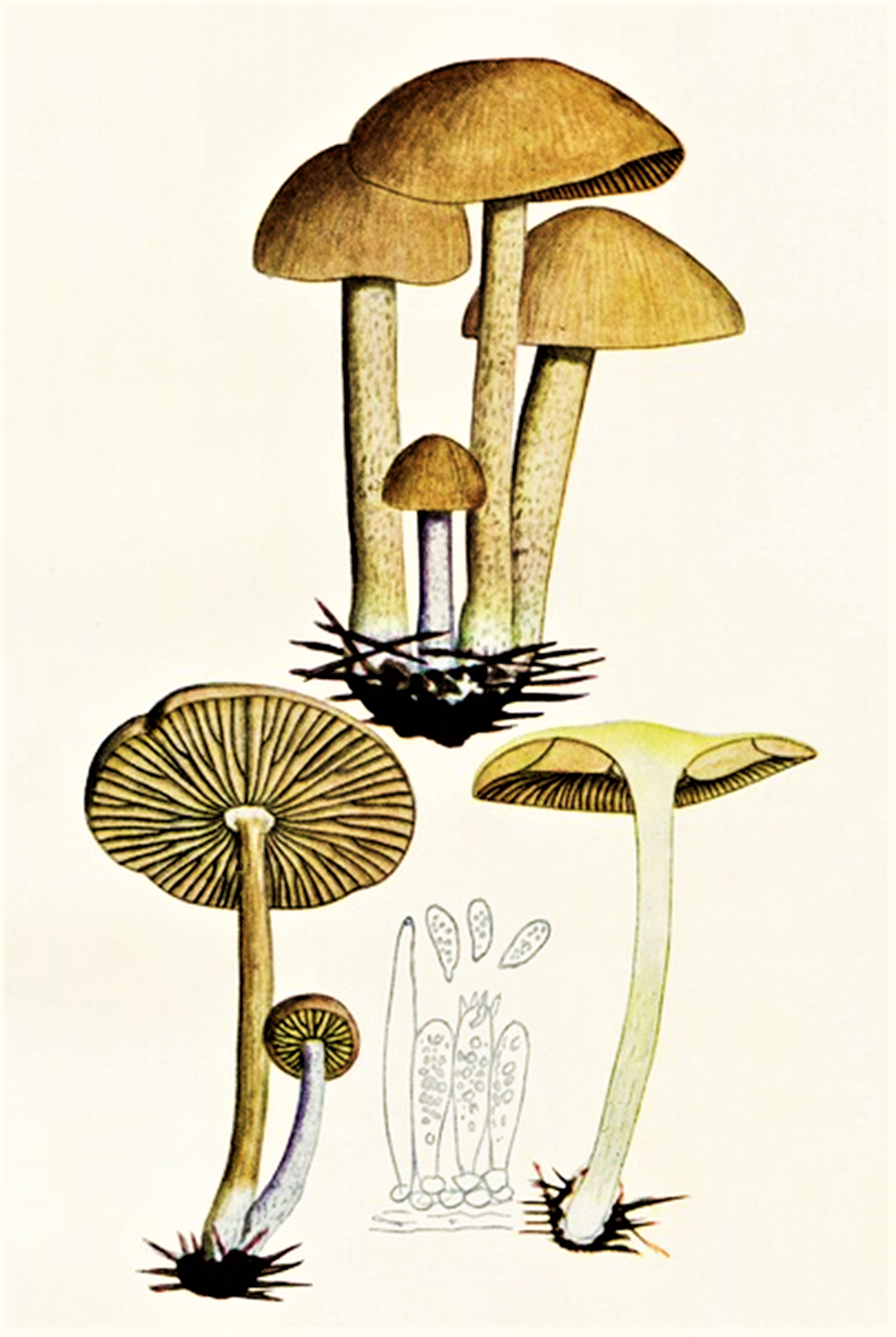
Bres.: Marasmius urens

- Pălăria: are un diametru de 3-6 (8) cm, este destul de subțire și pieloasă, higrofană, în tinerețe convexă cu marginea netedă care cu maturitatea se aplatizează, adesea cu un gurgui central, proeminent, lat și turtit, marginea fiind atunci ondulată, nu rar răsucită în sus precum canelată grosier. Cuticula este uscată, netedă, fin fibroasa radial și mată sau cu o anumită strălucire. Coloritul prezintă nuanțe de la ocru până la brun-roșiatic sau poate fi chiar mai mult sau mai puțin galben, în mijloc dese ori mai închis. Dacă piciorul se trage din pălărie, rămâne o gaură.
- Lamelele: adesea ondulate, adânc sinuate și ușor de îndepărtat de pălărie, stau îndepărtate, sunt groase, bifurcate, cu lameluțe intercalate de diversă mărime și cu un aspect aproape liber. Coloritul tinde de la galben deschis până ocru-maroniu, la variații cu cuticulă galbenă ca ea. Muchiile netede sunt mereu galbene.
- Piciorul: are o înălțime de 3-6 (8) cm și o grosime 0,3-0,8 cm, este tare, radial fibros, cilindric, mai întâi plin, apoi gol pe dinăuntru, fiind neted spre sus, dar spre bază îngroșat și albicios pâslit-păros. Coloritul poate fi albicios gălbui până ocru, chiar și ocru-maroniu. Nu prezintă un inel.
- Carnea: este ceva tare și pieloasă cu un miros slab de ciuperci, iar gustul în primul moment plăcut, devenind însă după câteva secunde extrem de iute.[5][6]
- Caracteristici microscopice: are spori mici, netezi, elipsoidali, în formă de pară, hialini (translucizi) și neamiloizi (nu se decolorează cu reactivi de iod), cu o mărime de 6-7,5 x 3-3,5 microni. Pulberea lor este albă. Basidiile cu 4 sterigme fiecare au o formă de măciucă și măsoară 35-40 x 5-7 microni. Cistidele (celule  sterile, de obicei izbitoare, situate în stratul himenal sau printre celulele din pielița pălăriei și a piciorului, probabil cu rol de excreție)  fusiforme și ascuțite măsoară 45-50 x 4-6 microni.[12]
- Reacții chimice: Carnea buretelui se colorează cu fenol brun, iar cu hidroxid de potasiu cuticula brun,sia coaja piciorului mai intai brun, apoi negru.[13][14]

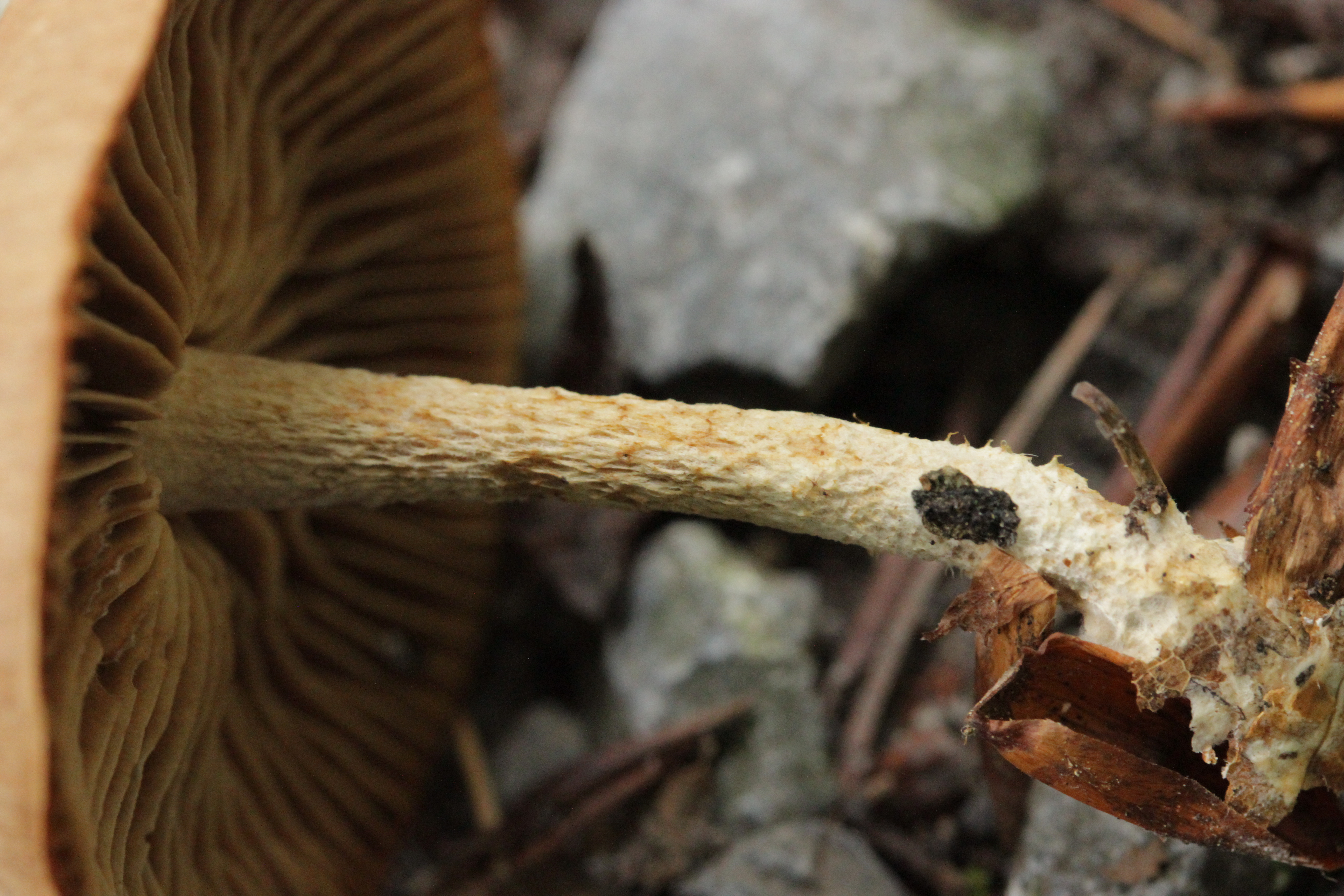
G. peronatus, picior
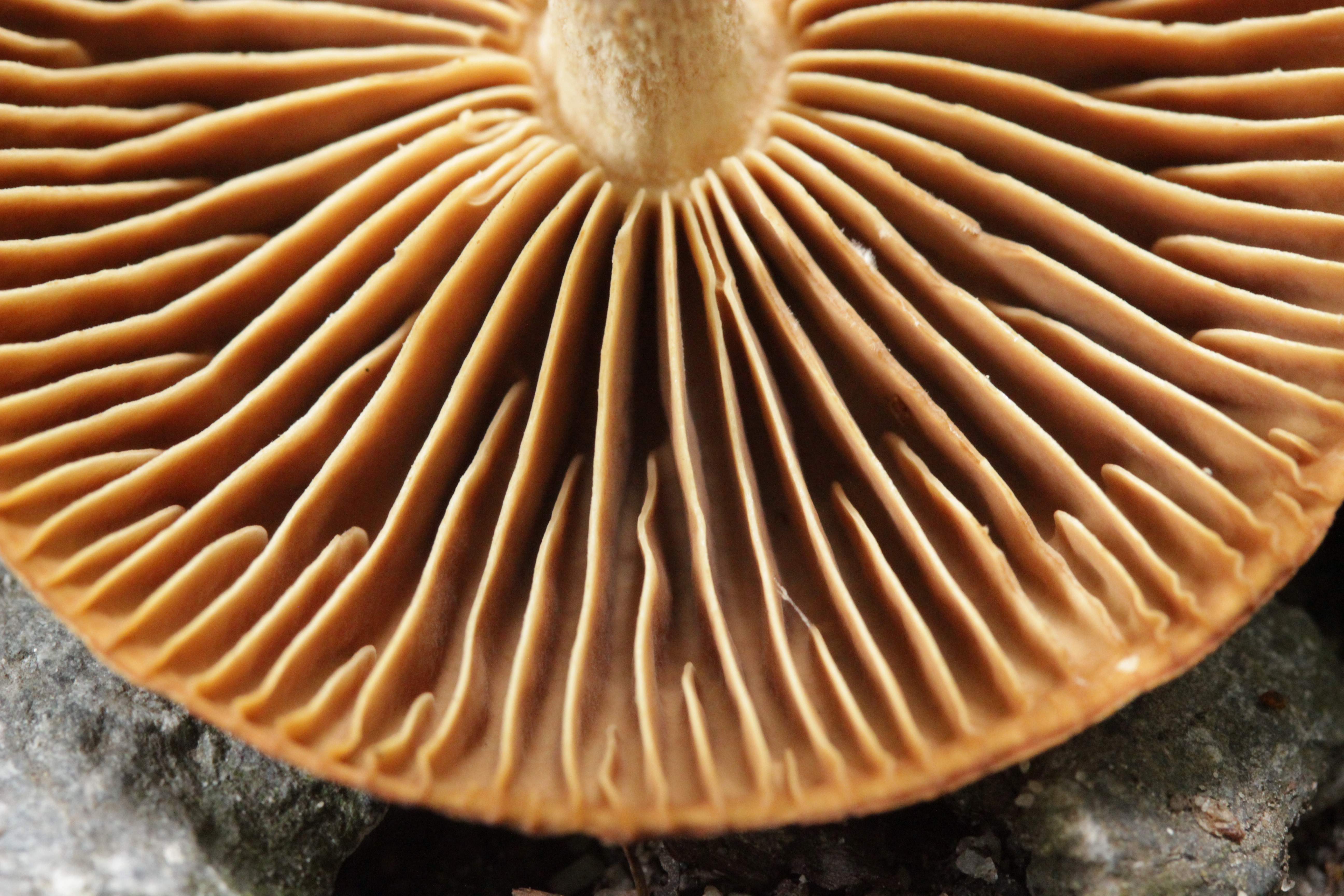
G. peronatus, lamele
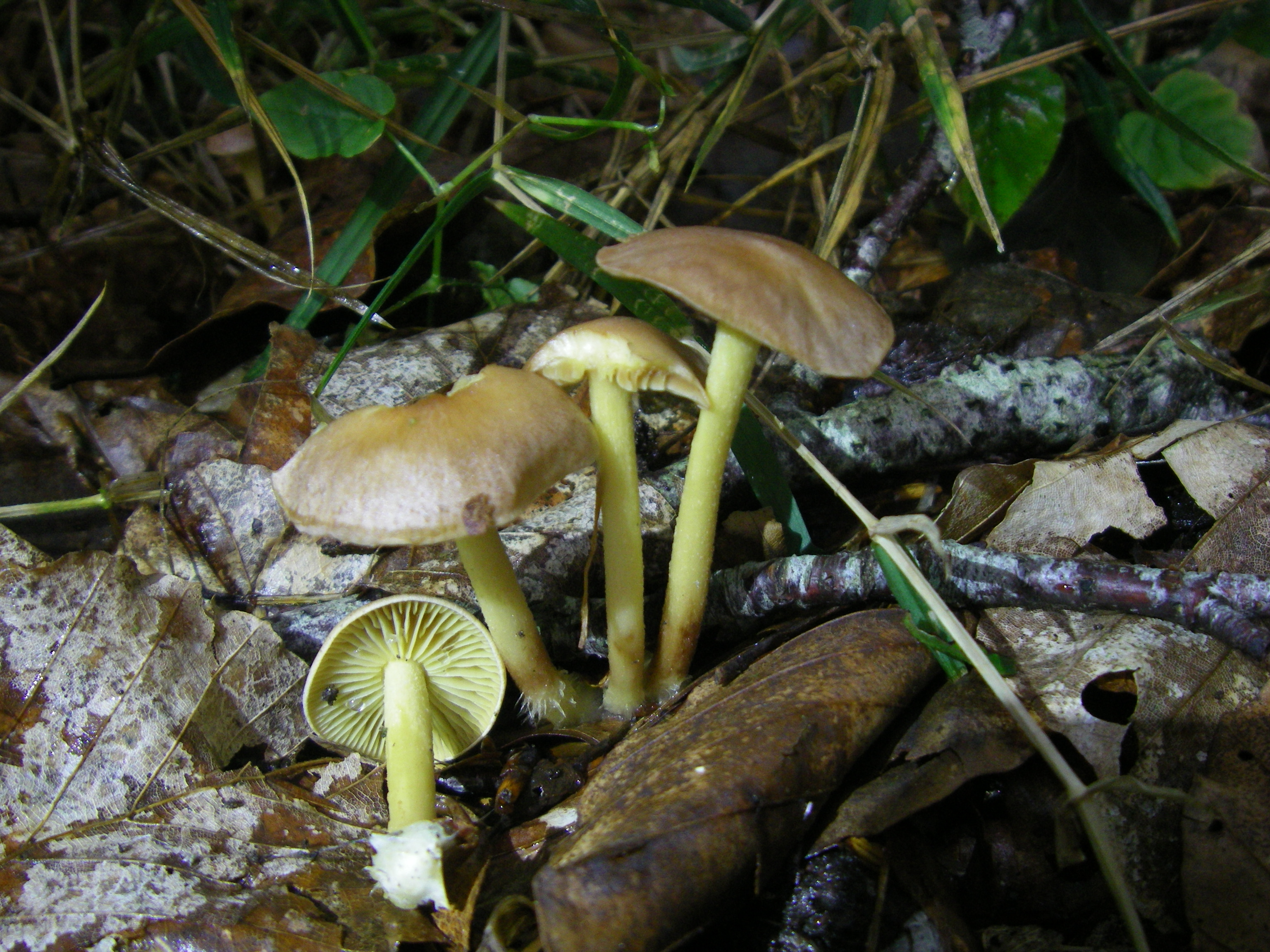
G. peronatus mai tineri
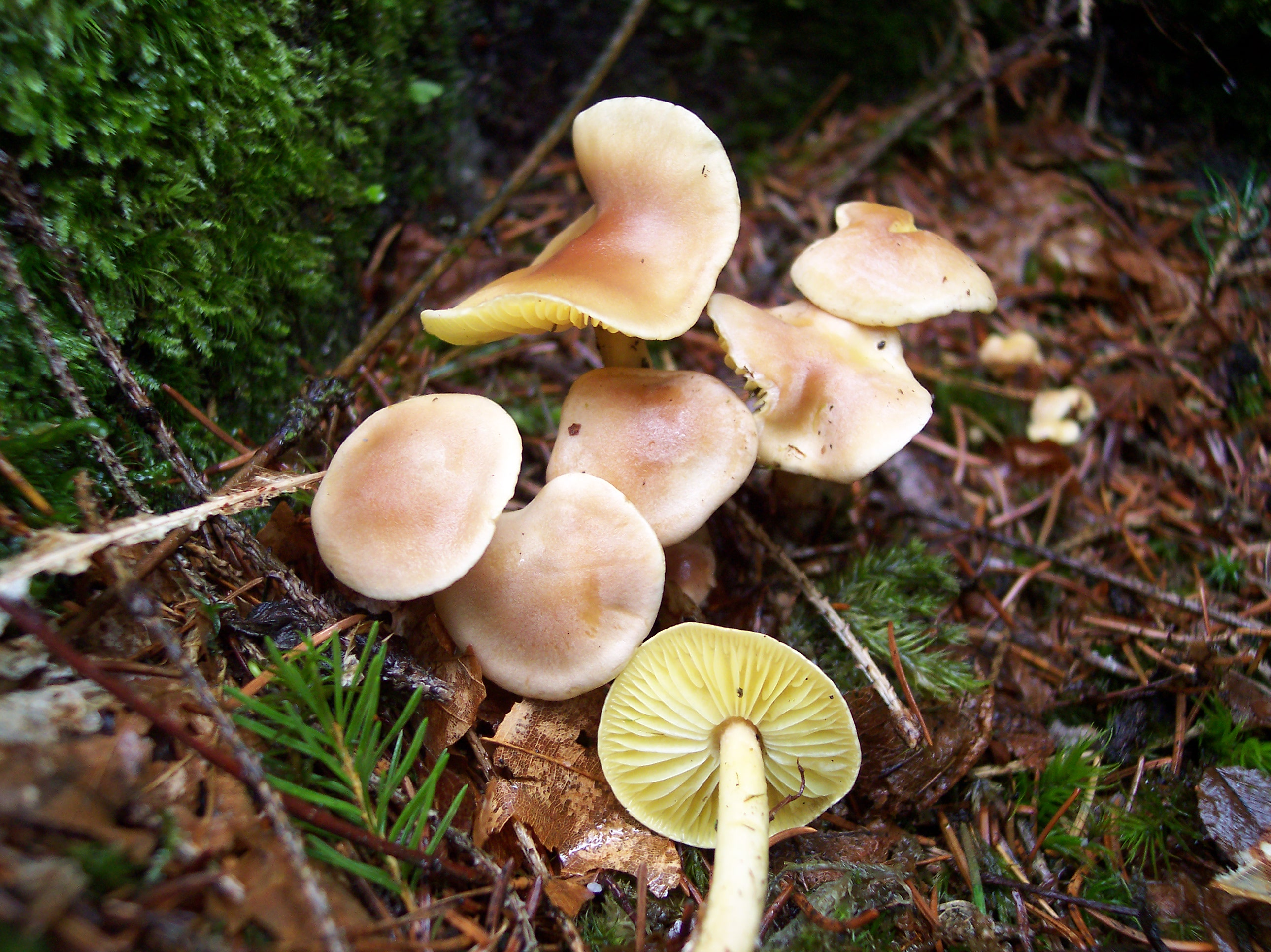
G. peronatus mai tineri, galbeni
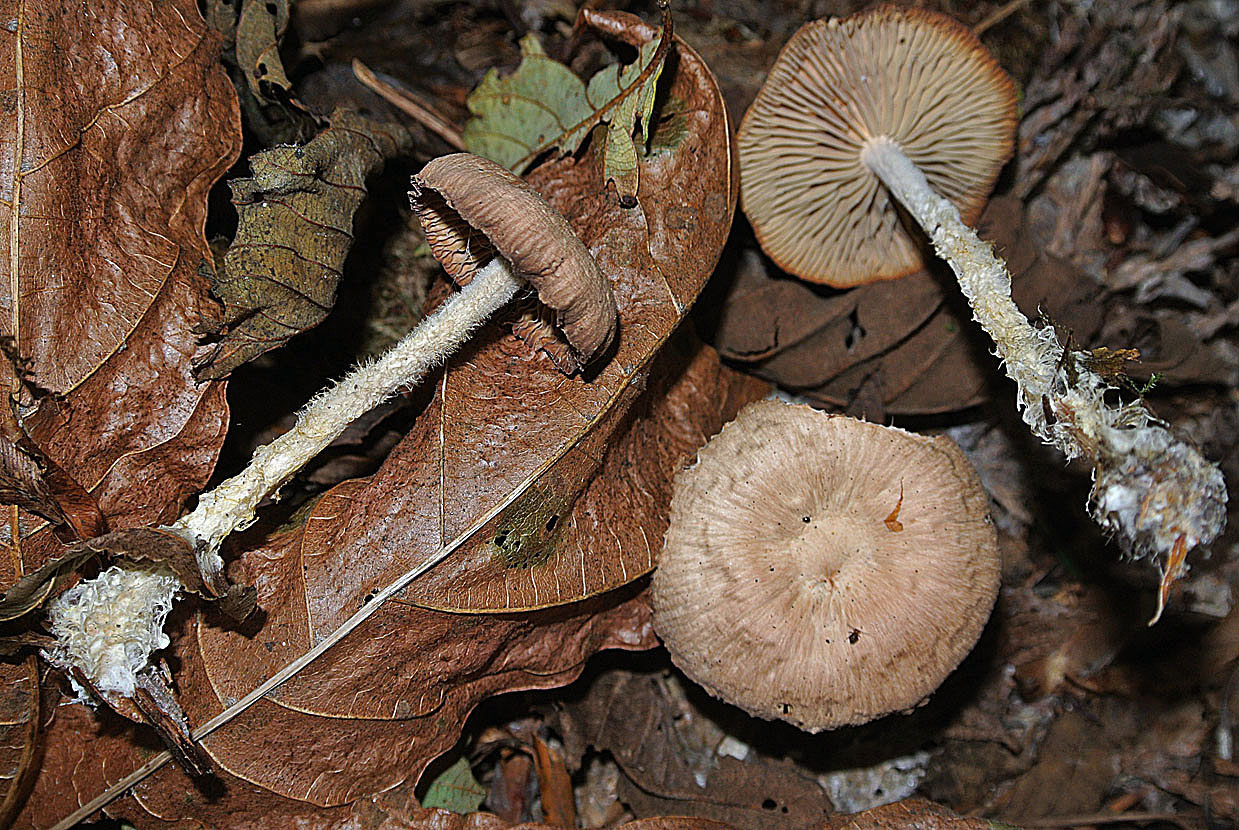
G. peronatus bătrâni

## Confuzii
Acest burete poate fi confundat cu mai multe specii, ca de exemplu: Callistosporium luteo-olivaceum (necomestibil),  Entoloma rhodopolium sin. Entoloma nidorosum (otrăvitor), Gymnopus confluens sin. Collybia confluens (comestibil, dar fără valoare culinară), Gymnopus dryophilus sin. Collybia dryophila (comestibil), Gymnopus erythropus sin. Collybia erythropus (comestibil), Gymnopus.impudicus sin. Collybia impudica (necomestibil), Gymnopus ocior sin. Collybia aquosa (comestibil), Gymnopus putillus sin. Collybia putilla (necomestibil), Rhodocollybia butyracea sin. Collybia butyracea (comestibil), Lyophyllum decastes (comestibil), Marasmius oreades (comestibil),  Rhodocollybia fodiens sin. Collybia fodiens (comestibil, ceva amar), Rhodocollybia maculata sin. Collybia maculata (necomestibil, amar) sau Rhodocollybia prolixa sin. Collybia distorta (comestibil).

## Specii asemănătoare în imagini

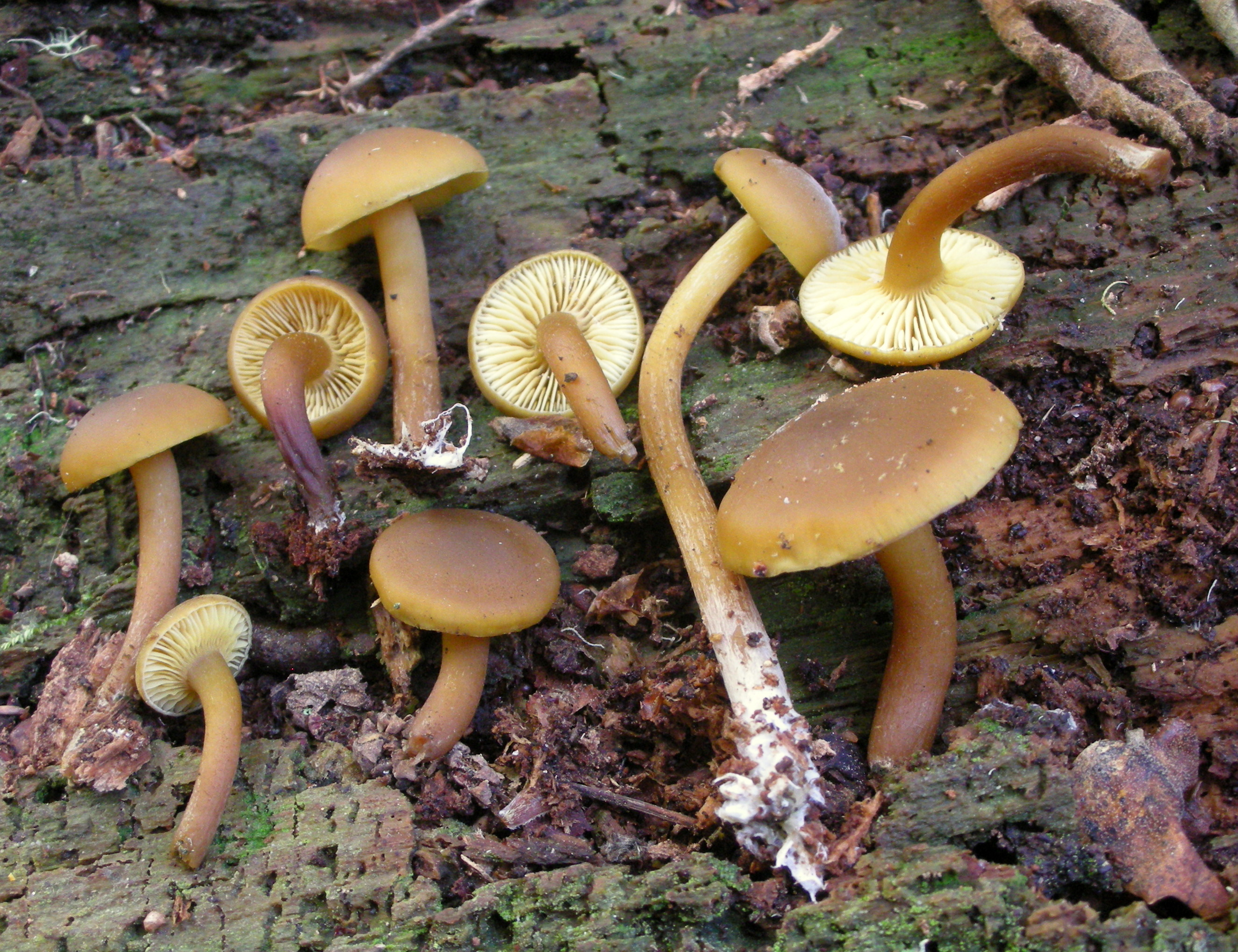
!Callistosporium luteo-olivaceum!
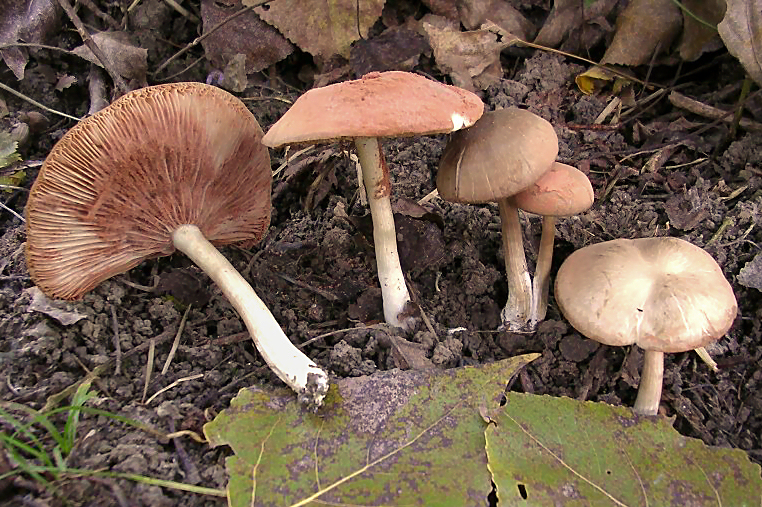
!!Entoloma rhodopolium sin. nidorosum!!
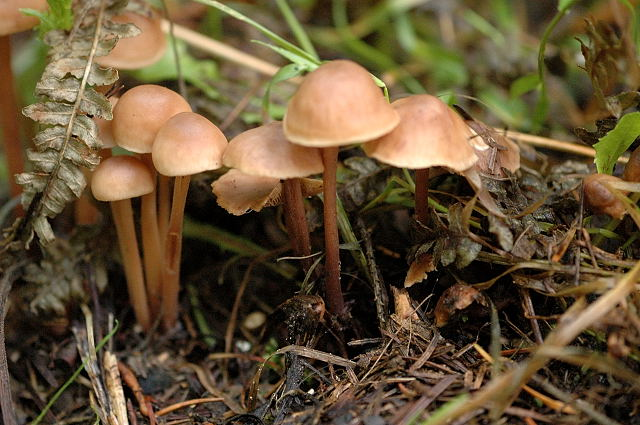
Gymnopus.confluens sin. Collybia confluens
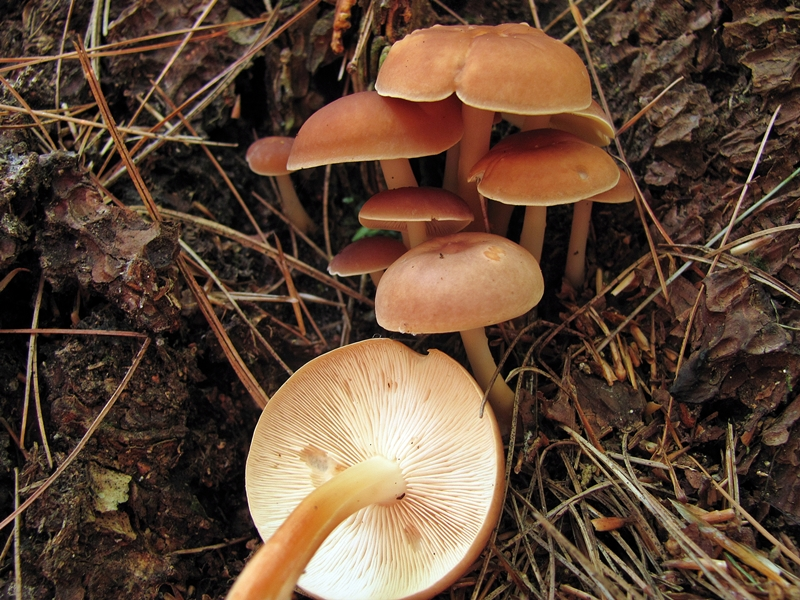
Gymnopus dryophilus sin. Collybia dryophila
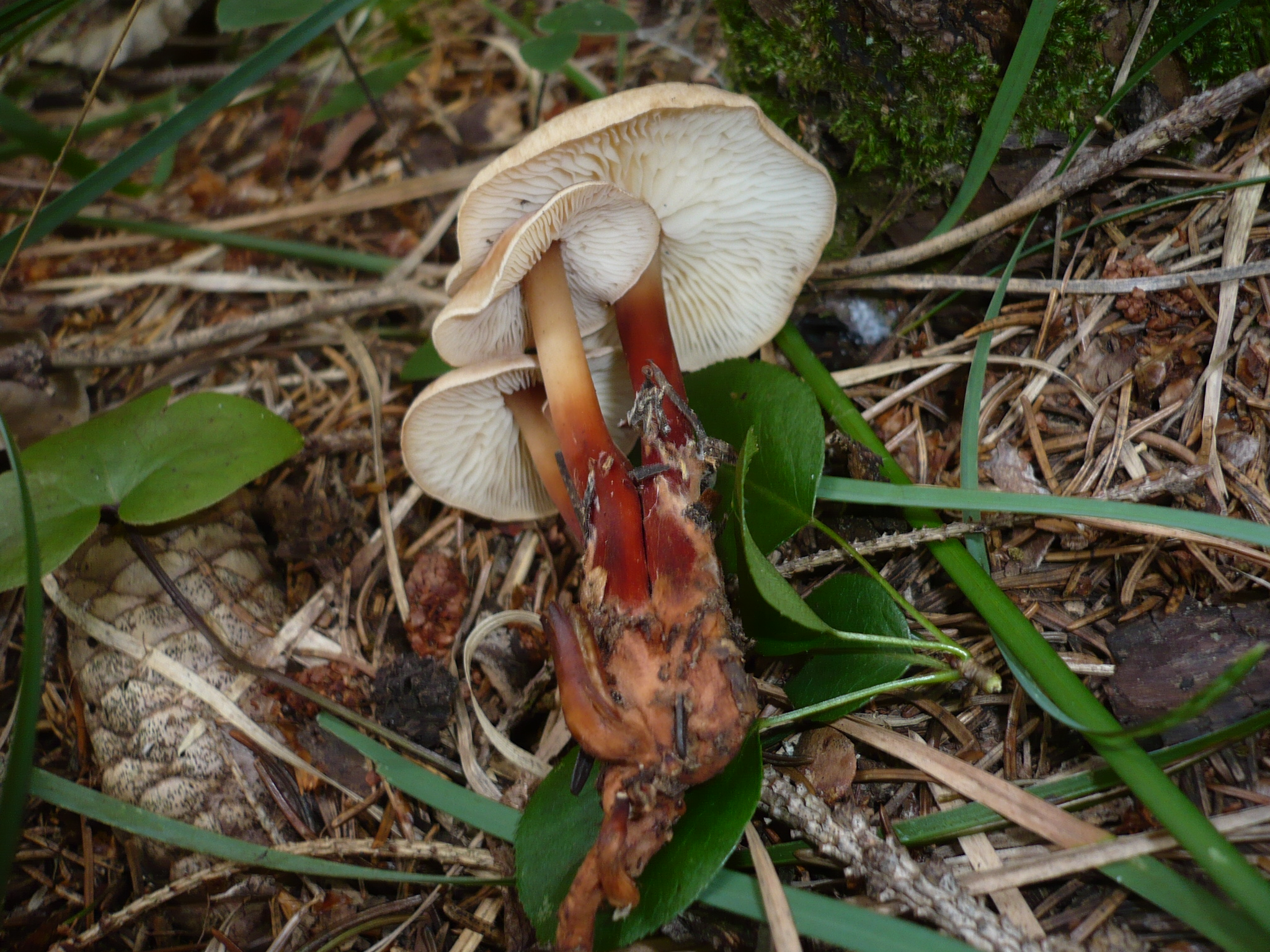
Gymnopus erythropus sin. Collybia erythropus

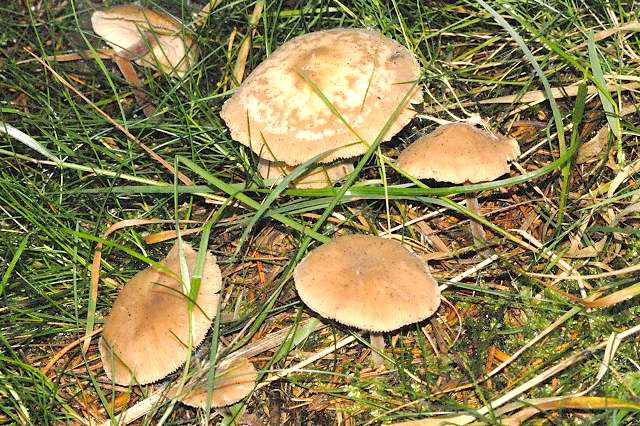
Gymnopus.impudicus sin. Collybia impudica
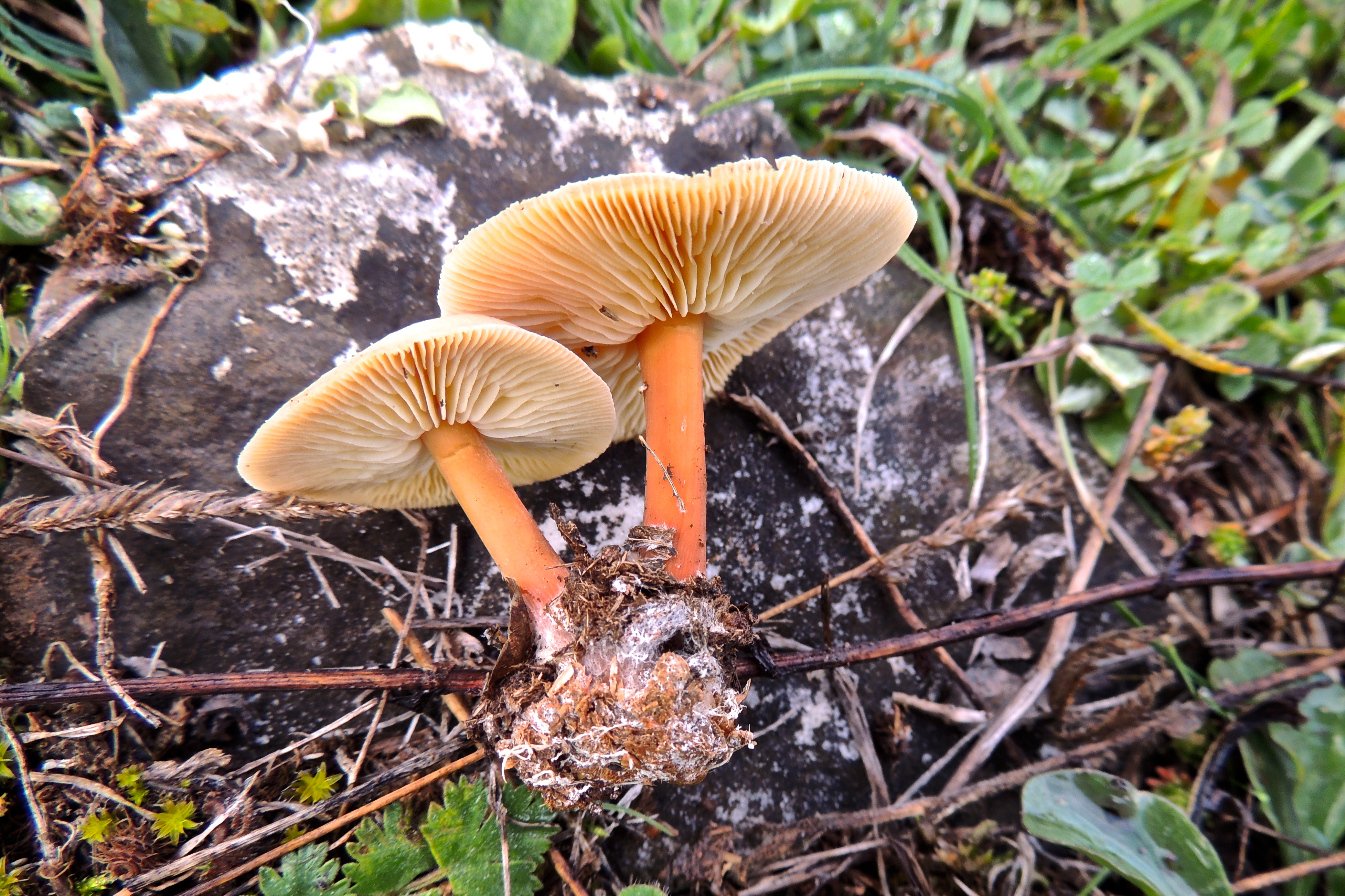
Gymnopus ocior sin. Collybia aquosa
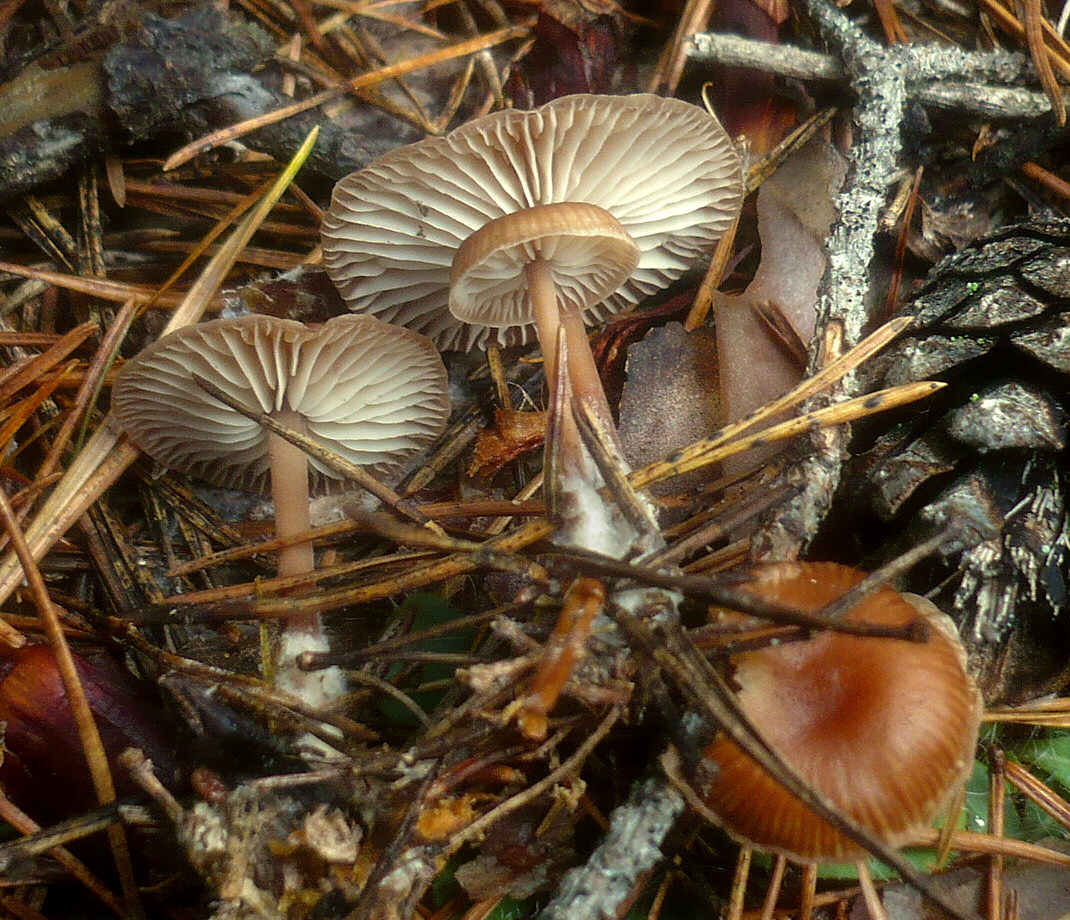
Gymnopus putillus sin. Collybia putilla
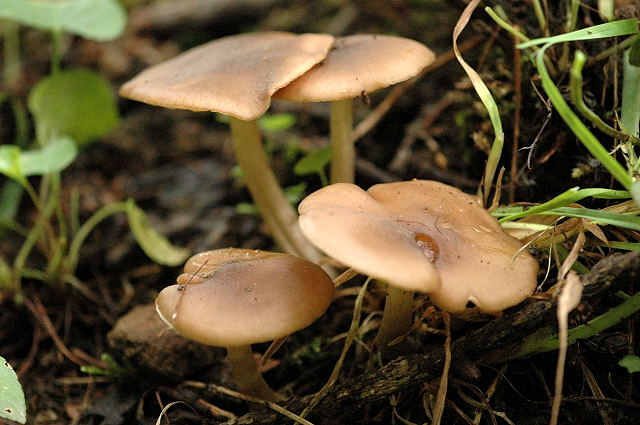
Lyophyllum decastes
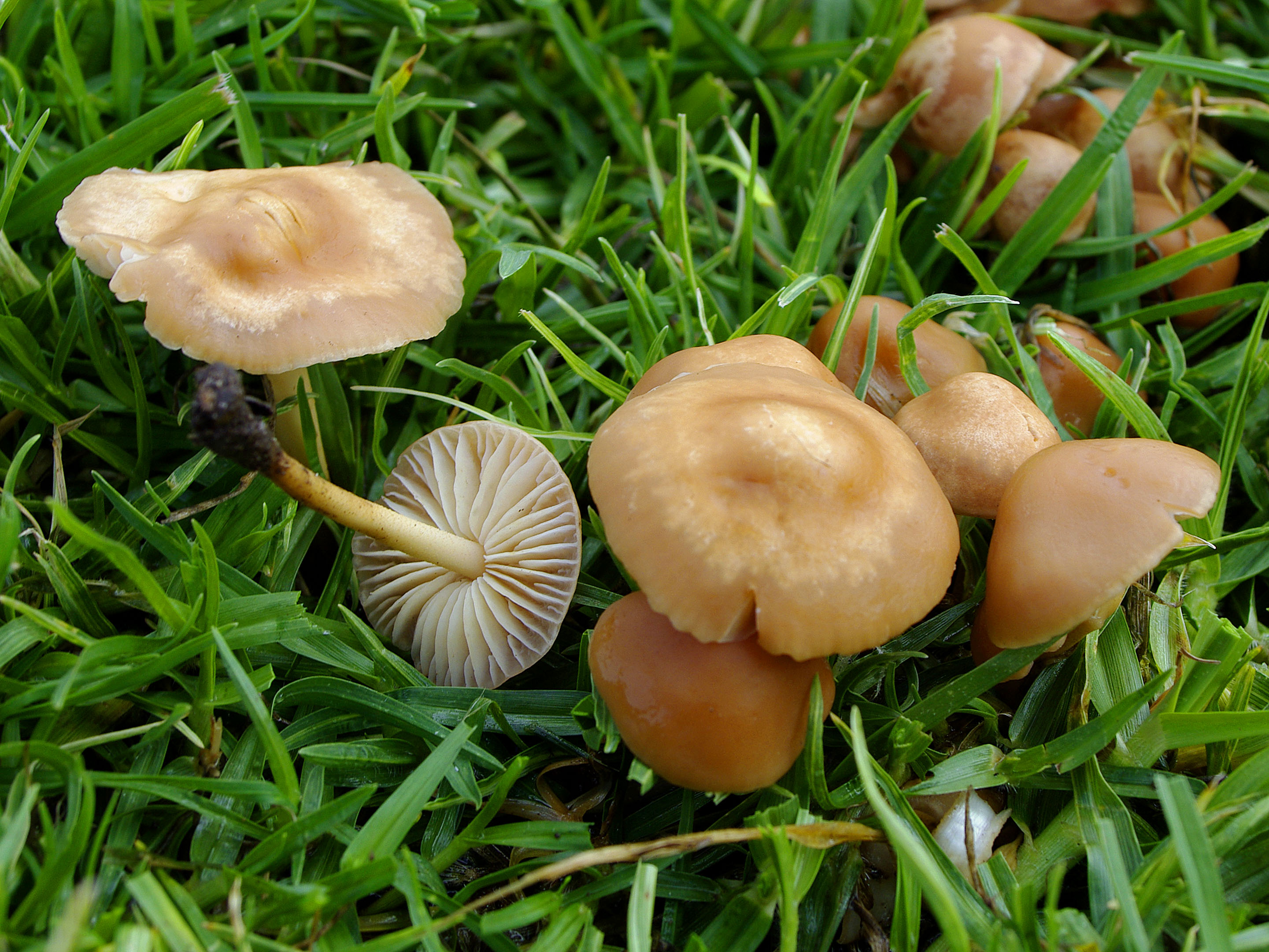
Marasmius oreades

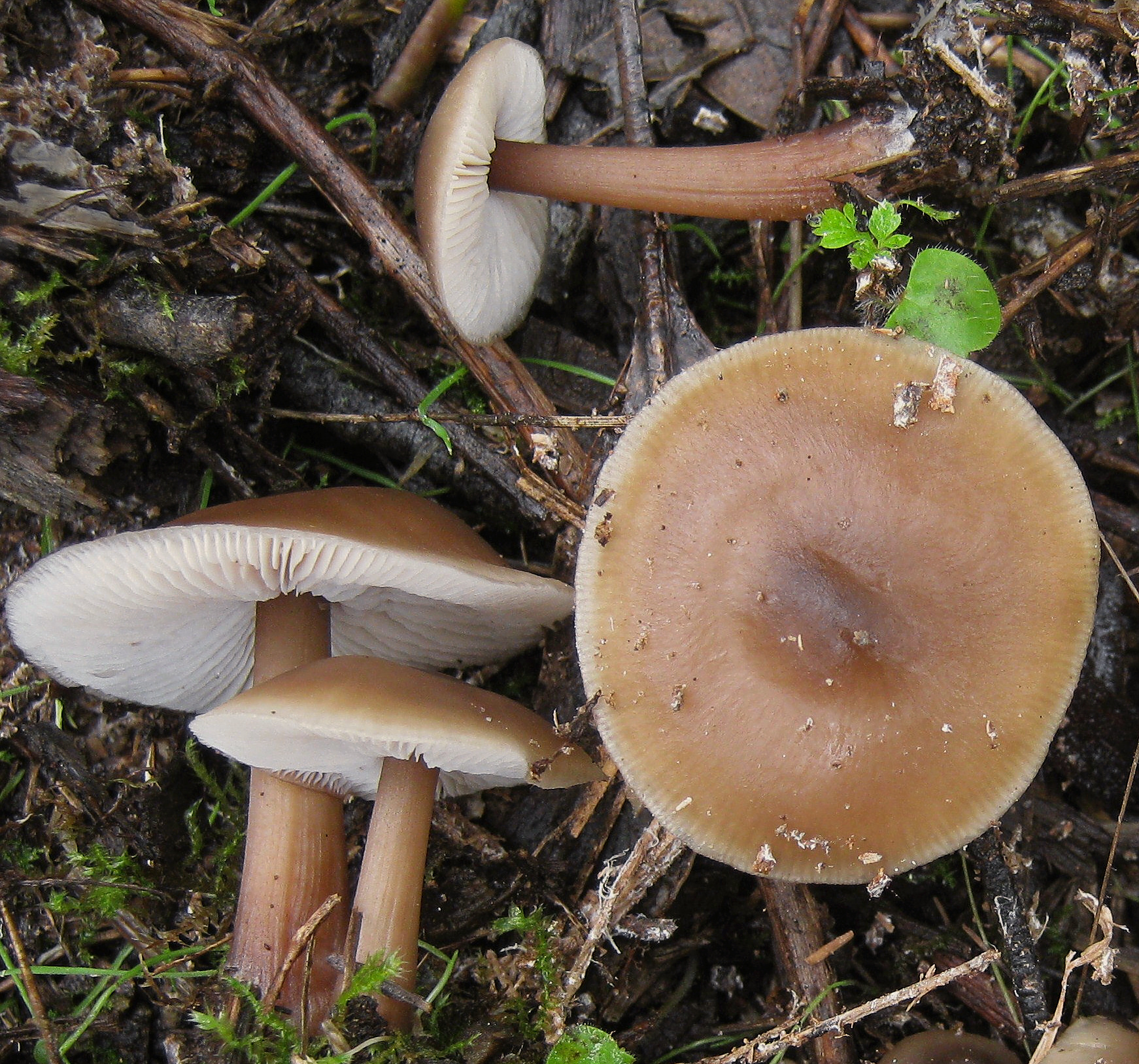
Rhodocollybia butyracea sin. Collybia butyracea
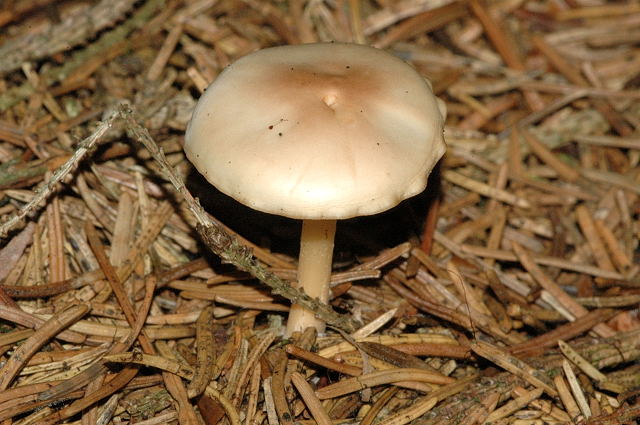
Rhodocollybia fodiens sin. Collybia.fodiens
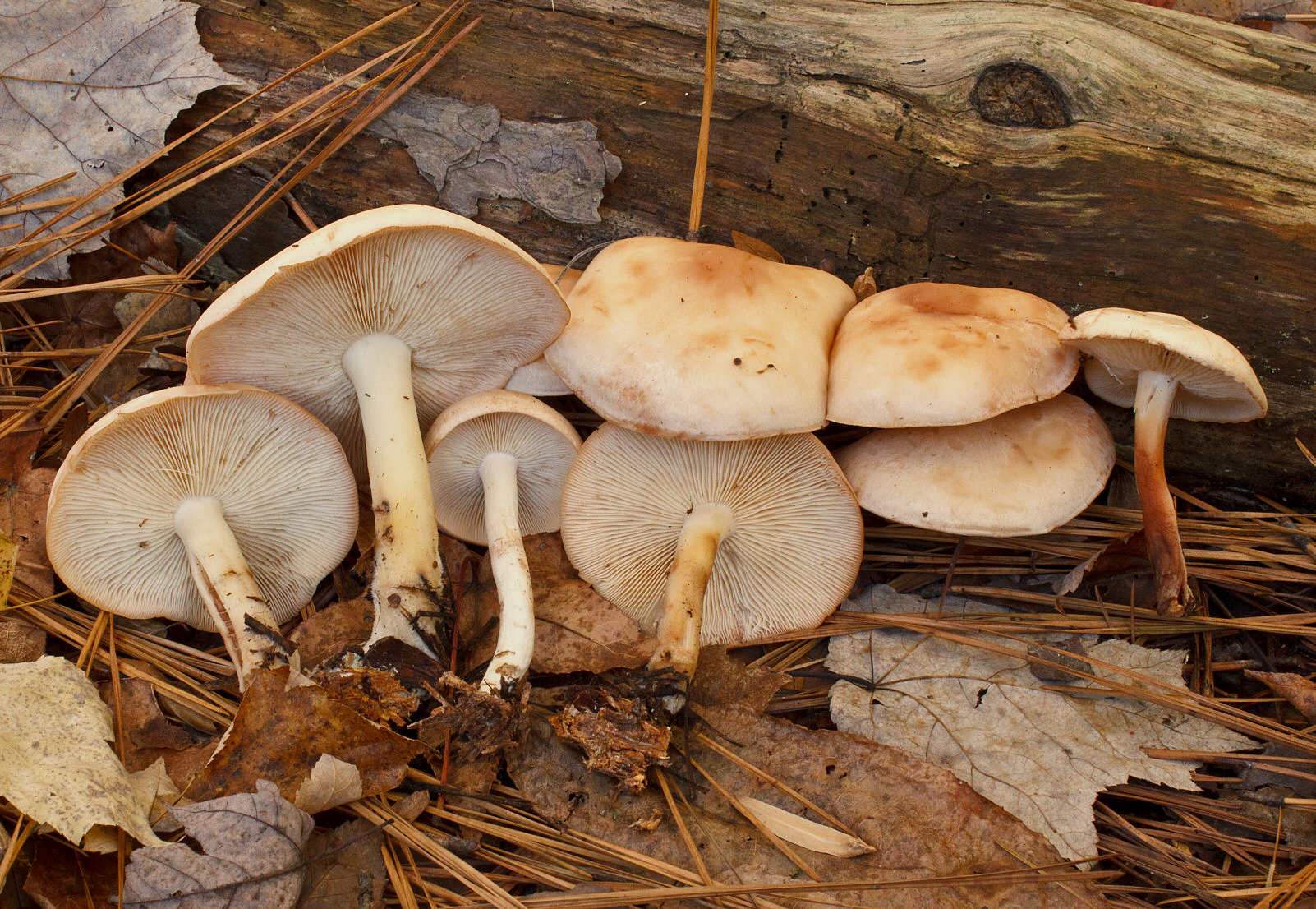
!Rhodocollybia maculata sin. Collybia maculata!
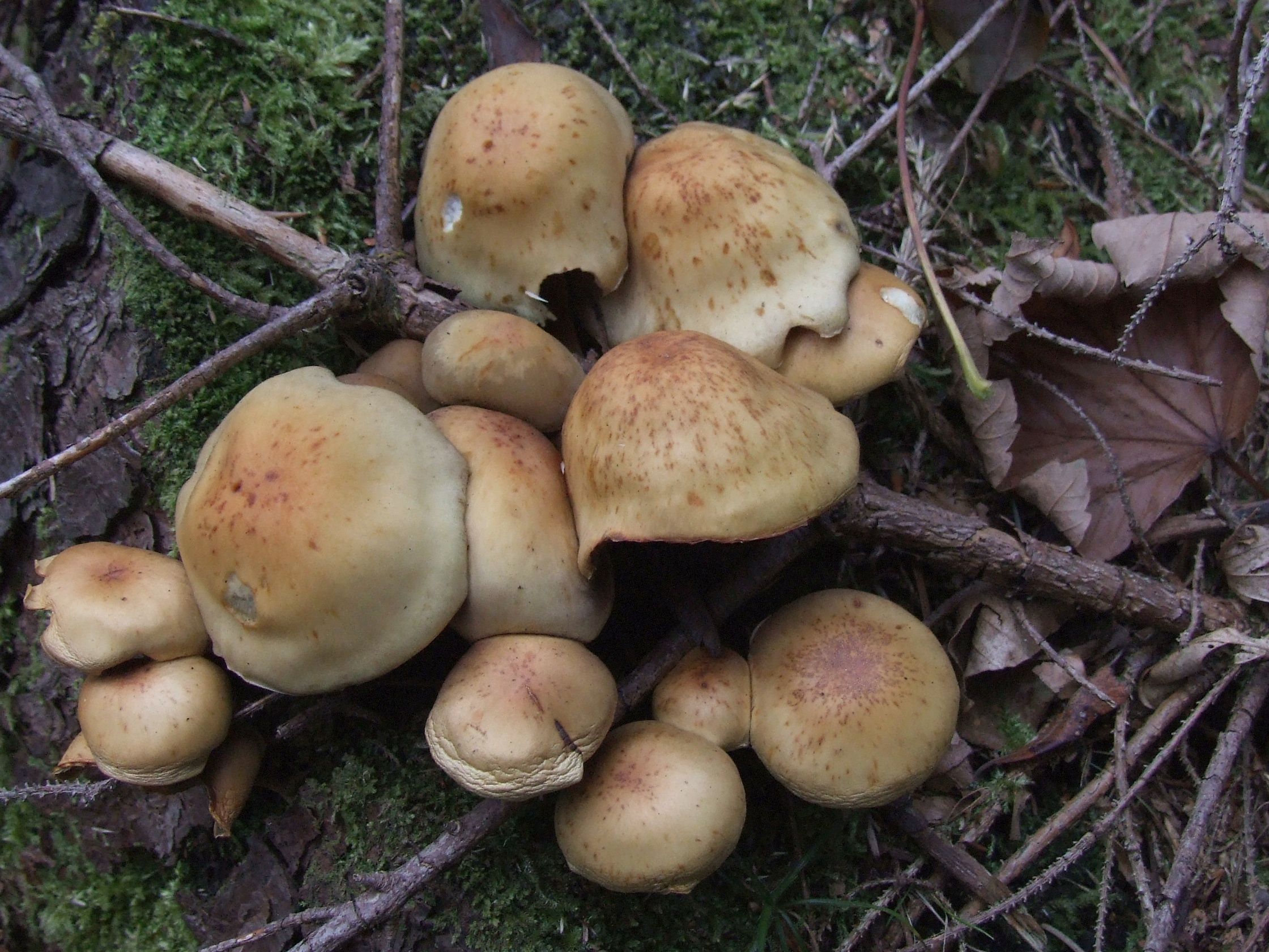
Rhodocollybia prolixa sin. Collybia distorta

## Valorificare
Ardeiașii sunt, în primul rând cauzat gustului cârnii extrem de iute care nu dispare după fierbere, absolut necomestibili. Totuși ingerat, va provoca intoxicații gastrointestinale.